# 林语堂
林语堂（1895年10月10日—1976年3月26日），中華民國文學家、發明家。福建龙溪人，生於平和县坂仔镇，乳名和乐，名玉堂，后改为语堂，聖約翰大學英文學士、美國哈佛大學比較文學碩士、德國萊比錫大學語言學博士，曾任北京大学英文系教授、厦门大学文学院院長、南洋大學首位校長。最後定居香港，任香港中文大学研究教授 、聯合國教科文組織美術與文學主任、国际笔会副会長等職，1940年至1973年間六度提名诺贝尔文学奖。

## 生平
光緒二十一年（1895年）八月二十二日，林语堂生於福建省漳州府平和縣坂仔鎮。父亲林至诚是一个基督新教牧师，有9個小孩。
1912年，林语堂在上海圣约翰大学学习英文，1916年获得学士学位，毕业后于國立清华大学英文系任教。1919年赴哈佛大学文学系留学，并于1921年获比较文学硕士学位，接着他前往法国基督教青年会。同年转赴德国攻读语言学，先入耶拿大学，后转入莱比锡大学、師從孔好古并于1923年以《古汉语语音学（Altchinesische Lautlehre）》为博士论文获该校博士学位。1920年与廖翠凤女士结婚，廖翠凤出生於富裕的基督教家庭，兩人相伴一生。
1923年回国，任國立北京大学教授和英文系主任。1924年后为《语丝》主要撰稿人之一。1926年出任北京女子师范大学教务长，同年到國立厦门大学任文学院长。1927年到武汉任中华民国外交部秘书。随后的几年当中，他创办多本文学刊物，提倡“以自我为中心，以闲适为格調”的小品文，对之后的文学界影响深远。1924年5月将英文的「humor」译为“幽默”，有人说这是中文“幽默”一词首次出现，其实并非如此，这只是首次把英文中的humor对译为中文中的“幽默”。
1930年代林语堂所编著《开明英文读本》，与张其昀所编《初高中地理》和戴運軌所编《初高中物理》教科书鼎足而立，成为全国各校通用之教材。1935年后，在美国用英文撰写《吾国与吾民》（My Country and My People，1935年）、《京华烟云》（Moment in Peking，1939年）、《风声鹤唳》 （1941年）等作品。《吾国与吾民》介紹和譯述中國的傳統思想、哲學和文化藝術，對中國社會的發展和中華民族的性格、精神作出了敘述，為當代歐美人士了解中國文化的重要著作。他的許多著作都被再翻譯成其他語言，作品風行各國。《生活的藝術》更是所有著作中，譯本最多，銷路最廣的作品。1944年到重庆讲学。1947年林語堂任聯合國教科文組織美術與文學主任；後到巴黎寫小說《唐人街家庭》。
1948年返回美國從事寫作。1954年新加坡籌建南洋大學，受聘擔任首任校長，但後來由於經費等問題，與南洋大學董事會意見不合，在大學開學前離職，並拿走陳六使先生的賠償回到美國。這件事也被人批評林語堂晚節不保。
有鑑於那個時代的中文檢字技術不夠發達，學術界普遍不滿意康熙字典之部首檢字法，乃傾家盪產全心研究中文檢字法則，歷經「漢字索引制」、「漢字號碼索引法」、「國音新韻檢字」、「末筆檢字法」、「上下形檢字法」等，終在1947年，發明了“明快中文打字机”，这架打字机高9英吋、宽14英吋、深18英吋，儲有7,000字（常用的漢字約5,000字），1952年获美国专利，历时长达六年半。「上下形檢字法」後來也用於《當代林語堂漢英詞典》，並曾授權神通電腦作為其中文電腦之輸入法，神通電腦稱其為「簡易輸入法」。
由于研制打字机导致破产，林語堂曾向赛珍珠告贷遭到拒绝。林语堂和赛珍珠的合作不融洽已是后话，當時美國出版社一般是拿10%左右的版税；而赛珍珠代理林语堂的书却拿了50%，并且版权还不属于林语堂。林语堂和赛珍珠打官司，赛珍珠打电话给林语堂的二女儿林太乙问「你爸爸是不是疯了」，最後兩人形同陌路。
1966年定居台湾，論古說今的雜文後來收集在《無所不談》一集、二集（1967）中。1967年受聘为香港中文大学研究教授。1972年和1973年被国际笔会推荐为当年诺贝尔文学奖候选人，1975年被推举为国际笔会副会长。他詳盡探索中西方哲學思想後，於晚年才皈依基督教，其哲學探索歷程記載於《信仰之旅》一書，他嘗自提一副對聯曰：「兩腳踏東西文化，一心評宇宙文章」。
1971年1月19日任職臺北故宮博物院的長女林如斯因長期抑鬱而自殺身亡，經此重大精神打擊，健康每況愈下，後與妻搬到香港與三女林相如同住，當時次女林太乙與夫婿也在香港，偶爾有事才回臺北寓所。

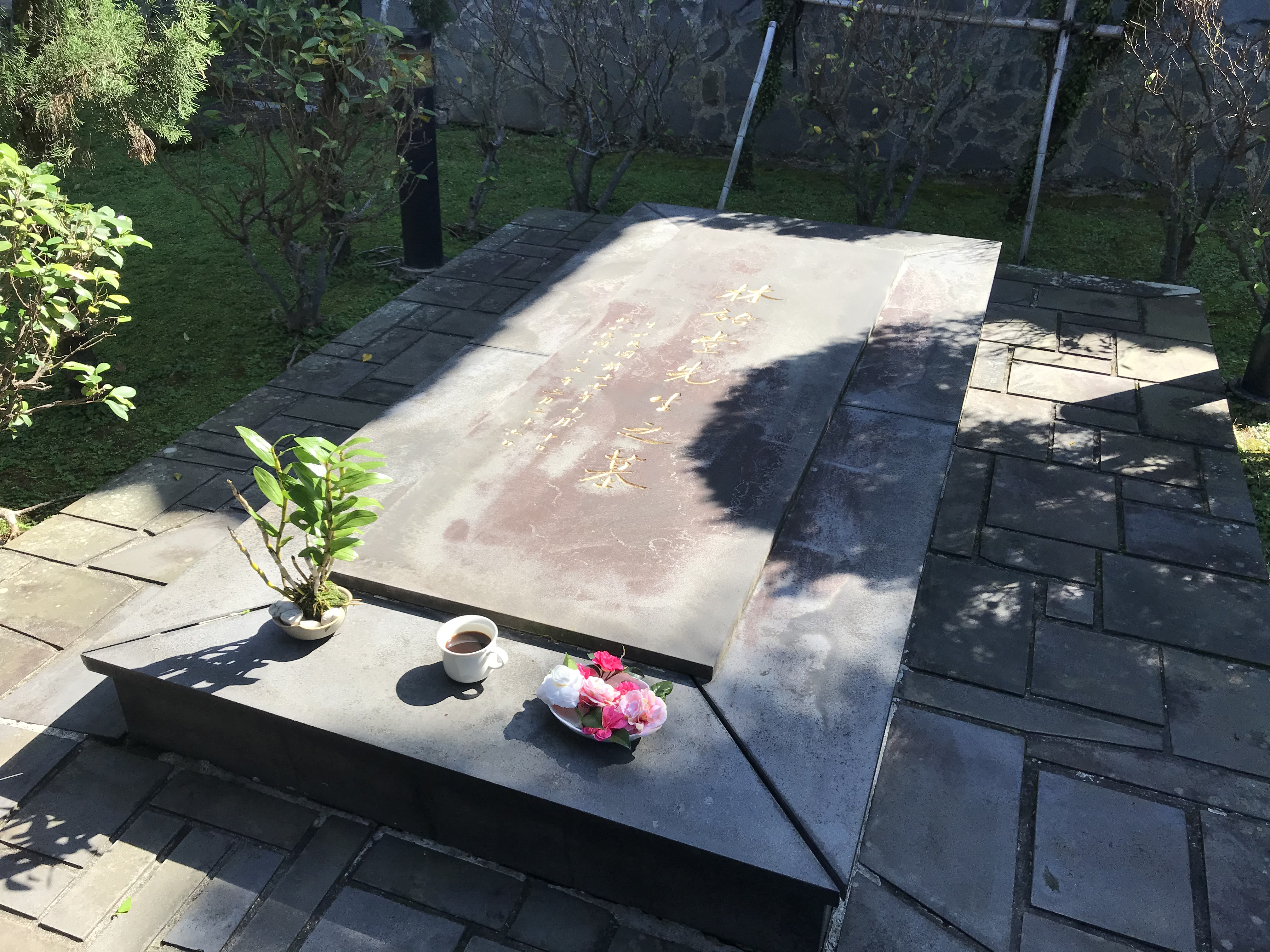
林語堂先生之墓

1976年3月26日在香港逝世，同年四月移灵台北，葬于台北陽明山仰德大道林語堂故居后园中。
林語堂有三位女兒，分別為作家的長女林如斯、次女林太乙及化學教授的三女林相如。1989年林太乙記父親之一生，出版了《林語堂傳》。
2015年，其散文《論趣》被列為2015年香港中學文憑試中文科卷一的白話文閱讀篇章。

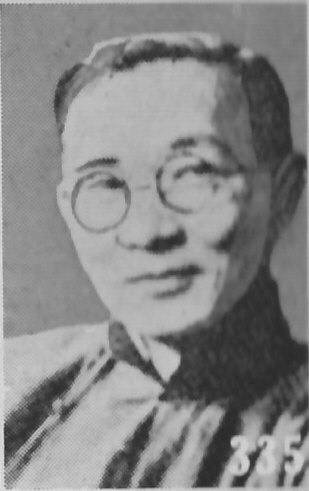
林语堂

## 學術

### 作為作家
以作家言，林語堂既有扎實的中國古典文學功底，又有很高的英文造詣；此外，他還致力於現代白話文的研究推廣，并對其作出了獨特貢獻。他一生筆耕不輟，著作等身，留下了數量頗豐且涉獵頗廣的中英文著作，包括小說、散文、文學批評、文化評論、人物傳記、英語教材、辭典、翻譯作品等。
林語堂的中英文作品品質都很高，而風格卻截然不同。他的中文著作多為各種形式的雜文。這些作品體現出他深厚的古典文學修養之餘，亦顯露出他忱摯的真性情。其筆鋒犀利而筆力剛勁，其見解深刻而其言辭恣意酣暢不拘一格；行文隨意隨情隨性，痛快淋漓處讓人喝彩，幽默詼諧處使人莞爾，真情流露處令人動容，嬉笑怒駡間每每發人深省。相對而言，他的英文作品則題材更為寬泛。其小說及人物傳記主要以英語寫成：小說《京華煙雲》以純正的英文講述純乎中國人的故事，英文傳記《武則天傳》、《蘇東坡傳》則以中國著名歷史人物為主角。他另外一部分作品（包括最廣為人知的《吾國與吾民》、《生活的智慧》）則著力于對中國文化傳統的介紹、對中國社會現象以及民族特性的分析與探討。此外，他還通過《孔子的智慧》等書闡述了對孔孟、老莊等思想的理解；又以中國民間傳說及古典文學作品為素材，寫成了英文版的《故事新編》。他對翻譯領域亦有所涉獵，以流暢優美的英文翻譯了《浮生六記》等文言作品。

#### 諾貝爾獎提名
根據諾貝爾獎官方資料庫，林语堂曾於1940年、1950年被赛珍珠及斯文·赫定提名為諾貝爾文學獎候選人。

### 作為學者
以學者言，林語堂學貫中西，對東西方文化均有相當通透的領悟與頗為獨到的見解。在各種中英文著述中，一以貫之的是他對家國故土的熱愛，對不同國家、不同時期的文化與傳統的理解與尊重，以及跨越國族界限的人文關懷。通過早期創辦的《人間世》、《宇宙風》等雜誌，他將當時的一些西方理念介紹給中國讀者。另一方面，作為一名華人學者，他有意於將中國的古典文學、傳統文化乃至中國式的生活理念介紹到國外，并始終為此不遺餘力。他的英文著作，以淵博的學識、深刻的洞察力、豁達的胸懷為根基，以一片赤誠之心貫徹始終，語言通達典雅，措辭機智幽默，行文靈動瀟灑，在文學界獲得很高的評價，在英語讀者當中也相當受歡迎，遂為西方人士認識中國搭建起一道橋樑。在當時西方世界對中國普遍缺乏了解的情況下，這一點尤顯難能可貴。事實上，《吾國與吾民》及《生活的智慧》在美國甫一出版即登上紐約時報暢銷圖書排行榜，成為一時熱點；之後很長一段時間，銷量居高不下；多年後仍數次重新出版，成為了華人作家的作品暢銷于美國的先例。

### 作為發明家
以發明家言，林語堂早年即已立志發明中文打字機。當時，科學嚴謹的漢字檢索系統仍未建立起來；又由於漢字本身是符號文字而非字母文字，長期以來人們對製成中文打字機的可能性多持懷疑態度。為解決這一難題，林語堂在數十年間鍥而不捨地研究探索，自斥資金，購置設備，堅持不懈地一再嘗試，以致一度傾盡家財、負債累累，而最終成功發明了“明快中文打字機”，並於1946年在美國申請專利。六年半以後，到了1952年，他才取得該項發明的專利權。此打字機以“明快”命名，乃取其明易快捷之意，寄託了他希望人人都能順利操作使用的心願。
除了“明快中文打字機”，他另有若干項小發明亦獲得了專利——例如，其中一件是可以擠出牙膏的牙刷。

### 作為語言學家
以語言學家言，林語堂編有《開明英文讀本》、《開明英文文法》等教材，還著有關於語言研究的其他作品。他并首創了以筆劃、筆順、偏旁部首為依據對漢字進行拆分、解構、歸類的全新理念，更在此基礎上發明了“上下形檢字法”。這套系統性、普適性、操作可行性并具的全新方略，不僅為漢字研究提供了一個嶄新的視角，為當時中文輸入法的研究開發創造了條件。除此以外，對於漢字注音體系的建立與發展，林語堂所作的努力與貢獻同樣可圈可點。他曾向另一位語言學家趙元任提議制定一套以羅馬字母來標注漢字讀音的方法。趙定下基本方案后，帶同林語堂及另外三名語言學家作進一步的研究設計，歷時兩年，創造出“國語羅馬字”的漢字注音方法。“國語羅馬字”曾被定為國家正式推行的注音方案，并為當時及後來國內外的一些學者所接納採用。它對現行通用的“漢語拼音方案”產生了一定程度的影響；在某種意義上，它對後者的誕生起到了啓發與促進的作用。
林語堂晚年的心願是編寫一套漢英辭典，將畢生所學凝聚其中，以供後人之用。為此，他傾注了大量心血，雖漸年高體弱而未嘗放棄，終於以七十七高齡完成了他最重要的作品之一——《當代漢英詞典》。

## 作品
林語堂著作及翻譯作品總目，依林太乙所著《林語堂傳》所附著作詳目，分中文著作、英文著作及翻譯作品三類，所列出版者皆是初版，中文著作僅列林語堂編著作品。另外林語堂母語是閩南語（長於漳州、負笈廈門、晚年居於臺灣），也有若干閩南語短詩。

### 中文著作
- 《剪拂集》，上海北新書局，1928年
- 《語言學論叢》，上海開明書局，1933年
- 《大荒集》，上海生活書店，1934年
- 《我的話》（上冊，又名《行素集》），上海時代書局，1934年
- 《我的話》（下冊，又名《披荆集》），上海時代書局，1936年
- 《語堂文存》（第一冊），上海林氏出版社，1941年
- 《無所不談一集》，臺北文星書局，1965年
- 《平心論高鶚》，臺北文星書局，1966年
- 《無所不談二集》，臺北文星書局，1967年
- 《無所不談合集》，臺北開明書局，1974年
- 《紅樓夢人名索引》，臺北華岡出版社，1976年

### 英文著作

#### 小說
- 《京华烟云》（Moment in Peking），又名《瞬息京华》，张振玉译，1940年，上海若干出版社
- 《风声鹤唳》A Leaf in the Storm
- 《赖柏英》
- 《朱门》The Vermillion Gate（1953年）
- 《啼笑皆非》Between Tears and Laughter，1947年（5版），商务印书馆
- 《唐人街家庭》
- 《逃向自由城》
- 《红牡丹》
- 《遠景》或譯 《奇島》

#### 散文集
- 《人生的盛宴》
- 《吾国与吾民》"My Country and My People"，又名《中国人》
- 《欧风美语》，1933年
- 《生活的藝術》"The Importance of Living"，1937年
- 《孔子的智慧》"The Wisdom of Confucius"，1938年
- 《新生的中国》，1939年，林氏出版社
- 《俚语集》，1940年，上海朔风书店
- 《锦秀集》，1941年，上海朔风书店
- 《中国圣人》，1941年，上海朔风书店
- 《讽颂集》蒋旗译，1941年，国华编译社
- 《拨荆集》，1941年，香港光华出版社
- 《爱与刺》，1941年，明日出版社
- 《有不為斋文集》，1941年，人文书店
- 《雅人雅事》，1941年，上海一流书店
- 《第一流》，1941年，上海地球出版社
- 《文人画像》，1947年，上海金屋书店
- 《魯迅之死》愛書人文庫，1980年2月，德華出版社

#### 教育
- 《開明英文讀本》，上海明出版社
- 《开明英文文法》，开明出版社
- 《最新林語堂漢英辭典》，正中書局
- 《中国新闻舆论史》，1936年
- 《當代漢英辭典》，1972年
- 《當代漢英辭典》電子版，香港中文大學

#### 評論集
- 《中国文化精神》，1941年，上海国风书店
- 《信仰之旅——论东西方的哲学与宗教》，2005年，香港道聲出版社

#### 傳記
- 《苏东坡传》（The Gay Genius）
- 《武则天传》（Lady Wu）

### 翻譯作品

#### 中譯英
- 《浮生六記》（中英對照），清沈復著，上海西風社，1939年
- 《古文小品》（中英對照），晉陶潛等著，上海西風社，1940年
- 《冥寥子遊》（中英對照），明屠隆著，上海西風社，1940年
- 《孔子的智慧》（The Wisdom of Confusius），司馬遷等著，Ransom House，1938年
- 《老子的智慧》（The Wisdom of Laotse），李耳著，Ransom House，1948年
- 《鳥語》（Bird Talk）, 徐訏著，South Sky Book, 1975年
- 《幽夢影》（中英對照），明張潮著，臺北正中書局，1988年
- 《西湖七月半》（中英對照），明張岱等著，臺北正中書局，1990年
- 《揚州瘦馬》（中英對照），張岱等著，臺北正中書局，1990年
- 《東坡詩文選》（中英對照），宋蘇軾著，臺北正中書局，1993年
- 《不亦快哉》（中英對照列），清金聖嘆等著，臺北正中書局，1993年
- 《板橋家書》（中英對照），清鄭燮等著，臺北正中書局，1993年
- 《記舊曆除夕》（中英對照），林語堂等著，臺北正中書局，1993年

#### 英譯中
- 《國民革命外紀》，亞瑟·蘭塞姆著，上海北新書局，民國18年（1929年）7月
- 《女子與知識》，英羅素夫人著，上海北新書局，民國18年（1929年）
- 《易卜生評傳及其情書》，丹麥布蘭地司著，上海春潮書局，民國18年（1929年）
- 《賣花女》，蕭伯納著，上海開明書店，民國18年（1929年）
- 《新俄學生日記》，俄國奧格約夫著，林語堂、張友松合譯，上海春潮書局，民國18年（1929年）
- 《新的文評》，上海北新書局，民國19年（1930年）
- 《如何出人頭地》，馬爾騰著，台北新力出版社，民國66年（1977年）2月

### 文集
- 《林语堂全集》全套35册，弘翁企业有限公司
- 《林语堂名著全集》全套30册，1994 东北师范大学
- 《林语堂全集》全套26册，2010  群言出版社

## 發明專利
- 明快中文打字機（Chinese Typewriter）──1946年4月17日申請美國專利，1952年10月核准。[14]
- 中文字形編碼與鍵盤（Design for A Font of Keyboard Symbols）──1946年5月18日申請美國專利，1948年3月核准。[15]
- Visual Selecting Device for Chinese Typewriters and The Like──1948年3月3日申請美國專利，1952年10月核准。[16]
- Page Control and Page Control Release for Typewriters──1950年5月3日申請美國專利，1951年12月4日核准。[17]
- Spring Powered Type Bar Actuating Mechanism for Typewriters──1950年8月22日申請美國專利，1952年3月25日核准。[18]

## 杂志

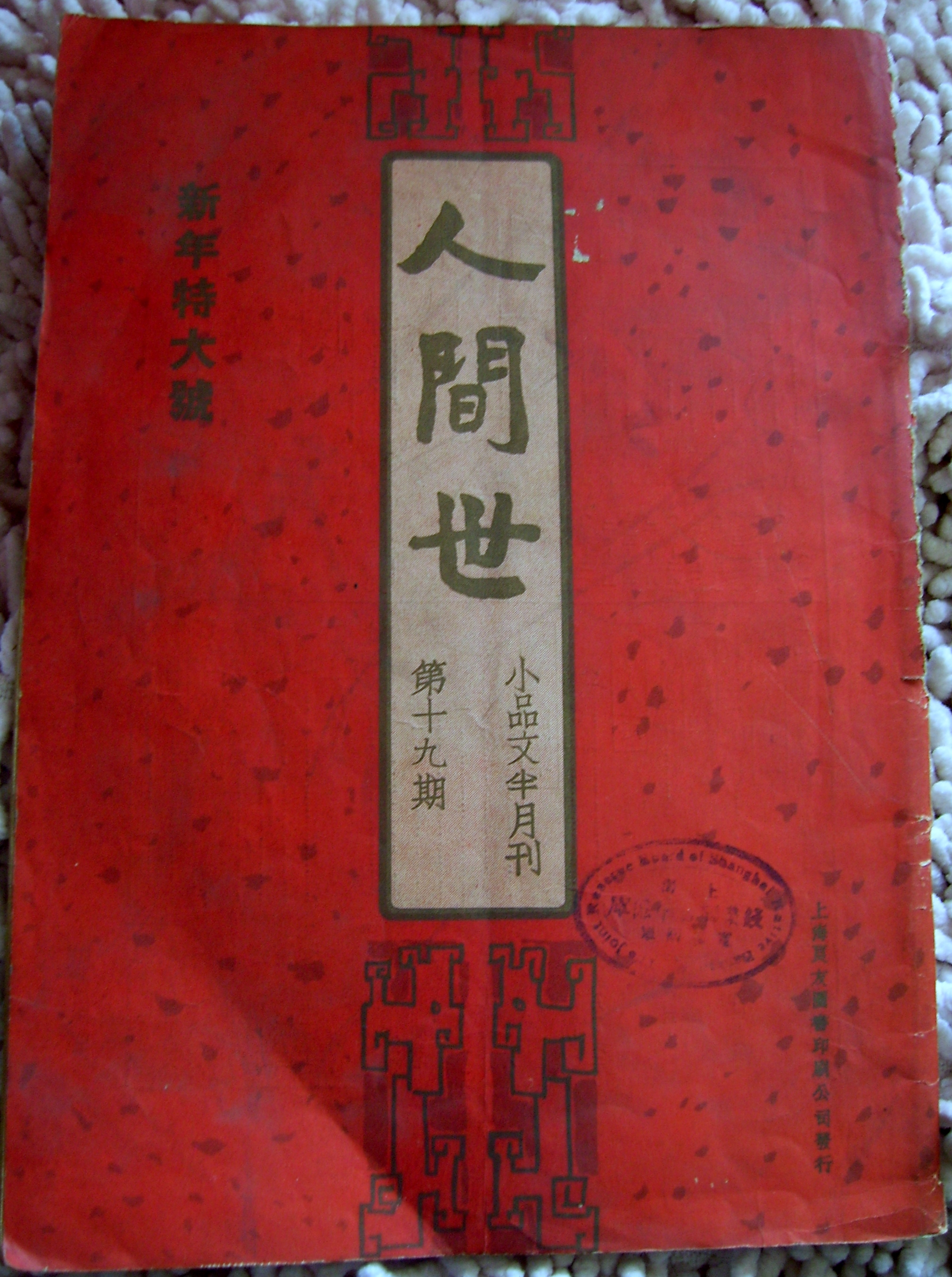
林语堂创办的《人间世》杂志封面

- 1932年主编《论语》半月刊
- 1934年创办《人间世》
- 1935年创办《宇宙风》
- 1952年在美国与人创办《天风》杂志。

## 评价
林语堂自谓：“西洋人的头脑，中国人的心灵”。而林語堂作為大師級人物，評價多為正面，但也因為與南洋大學校董會的事件，被人批評晚節不保。

## 軼事
文學家林語堂是二次大戰後來臺的，依照慣例他算是外省人。不過祖籍福建省漳州府的他曾經說過：「人家不覺得我是外省人，我自己也不覺得我是外省人，或許有時候人與人之間，溝通的語言是有親切感的。」林語堂認為語言亦是省籍區分的一大因素。林語堂曾寫下《來臺後二十四快事》一則是：「初回祖國，賃居山上，聽見隔壁婦人以不乾不淨的閩南語罵小孩，北方人不懂，我卻懂。不亦快哉！」，另一是「到電影院坐下，聽見隔座女郎說起鄉音，如回故鄉。不亦快哉！」

## 傳記
- 林太乙，《林語堂傳》，1989年，聯經，台灣。
- 錢鎖橋，《林語堂傳──中國文化重生之道》，2018年，聯經，台灣。ISBN 9789570851854
- 施建偉，《近幽者默：林語堂傳》，2019年，中和，香港。ISBN 9789888570331

## 故居

### 臺北陽明山故居
位於臺北市郊陽明山上，建於1966年，由林語堂親自設計，是其最後十年定居臺灣的住所。建築是以四合院佈局、西班牙式白牆及螺旋柱、藍色的琉璃瓦構成。台北市政府為紀念林語堂的文學成就，得到夫人廖翠鳳女士捐贈大師藏書、著作、手稿及其遺物於大師舊居，成立「林語堂先生紀念圖書館」1985年5月開放。台北市文化局成立後，有意擴充活化原有圖書館功能，以「名人故居」及「文學生活館」之方向規劃。經過公開招標評選，由佛光人文社會學院（後改名為佛光大學）取得經營管理權，於2002年3月26日全新開館，成立「林語堂故居」。
林語堂故居結合展示參觀、藝文講座、餐飲休憩的多元化空間，完整呈現了語堂先生的格調思想、發明創意、生活態度與文學成就。2005年10月1日由東吳大學接受台北市政府文化局委託經營林語堂故居。

### 廈門鼓浪嶼故居
位於廈門漳州路44號，建於1850年代，是鼓浪嶼三大歐式建築之一，是林語堂與夫人廖翠鳳成婚之地，但至2010年止，這座百年老宅因產權問題長年失修，正門封死，外牆剝落，屋簷被白蟻啃去大半。鼓浪嶼於2009年開始申遺，林語堂故居是其中重點項目，但林語堂故居產權不屬其後人，2013年被一家企業買走。

### 漳州林語堂紀念館
林語堂紀念館位於福建省漳州市薌城區天寶鎮五里沙村，是大陸第一家林語堂紀念館，天寶鎮是林語堂的家鄉。建於2001年10月，2002年10月正式對外開放。館前的林語堂先生的塑像是由雕塑家李維祀教授設計製作的。

### 坂仔林語堂故鄉紀念館
林語堂故鄉紀念館位于福建省漳州市平和县坂仔镇宝南村，2005年开始修建，2007年12月6日投入使用。是林语堂的父亲林至诚24岁传教所建的基督教堂旧址。后教堂与故居在1974年被彻底拆除，现有的故居是依照当年原址修建而成的。
林語堂在這裡出生並度過了美好的童年，直至青少年期前去廈門求學，林語堂在其自述中反復提及平和縣阪仔鎮的時光。